# Jens Timmer
Jens Timmer (* 4. September 1964 in Wolfsburg) ist ein deutscher Physiker und Systembiologe. Seit November 2005 ist er Professor an der Albert-Ludwigs-Universität Freiburg.

## Leben
Timmer studierte von 1985 bis 1990 Physik an den Universitäten in Oldenburg und Freiburg, wo er 1994 promoviert wurde. Später wandte er sich dynamischen Prozessen in der Biologie und deren mathematischer Modellierung zu (Systembiologie). 2011 wurde Jens Timmer mit dem Hector Wissenschaftspreis ausgezeichnet und 2013 in die Hector Fellow Academy aufgenommen.

## Schriften
- Vorverarbeitung und Klassifikation von Zeitreihen. Freiburg (Breisgau), Univ., Diss., 1994
- als Herausgeber mit Björn Schelter, Andreas Schulze-Bonhage: Seizure prediction in epilepsy : from basic mechanisms to clinical applications, Weinheim : Wiley-VCH 2008.